# 若林佑真
若林 佑真（わかばやし ゆうま、1991年〈平成3年〉11月5日 - ）は、トランスジェンダー俳優、舞台プロデューサーである。Almost Japanese所属。

## 概要
大阪府出身。生まれた時に割り当てられた性別は女性で、性自認は男性のトランスジェンダー男性（FtM）。俳優・タレント活動、舞台のプロデュースやジェンダー表現監修、演劇媒体「Pxxce Maker'」（ピースメーカー）の代表、その他「LGBTQ+」に関する講師など、活動は多岐に渡る。

## 人物
- 趣味は映画・舞台鑑賞、筋トレ、スノーボード
- 特技は肉を美味しく焼くこと。

## 出演

### 映画
- 映画『52ヘルツのクジラたち』- 清水 役（2024年）

### ドラマ
- 東野圭吾『片想い』 第4話（2017年11月11日、WOWOW） - リュウ 役
- 『チェイサーゲーム』（2022年9月9日 - 10月28日、テレビ東京） - 渡邊凛 役

### テレビ
- 『ABEMA Prime』（2022年、AbemaTV）

### 雑誌
- FTMマガジン「LapH」vol.11（2016年）
- 週刊ファミ通 『チェイサーゲーム』 ドラマ放送開始特集 出演者インタビュー（2022年9月22日号）

### ラジオ
- 渋谷のラジオ『カラフルサンデーSHIBUYA!!』メインパーソナリティ（2017年4月〜2020年9月）
- J-WAVE 『AVALONパーソナリティ渡辺直美さん回 ゲスト出演（2017年）
- Podcast 『元女子兄弟のオールナイト0(ZERO)ホン』- パーソナリティ（2021年4月〜現在）
- TBSラジオ『アシタノカレッジ』Buddyとして (2022年12月〜2023年9月)
- 茨城放送 Lucky FM『ダイバーシティニュース』 (2022年11月28日）

### DVD
- 丸善出版株式会社DVD『医療現場における性の多様性』 患者役・インタビュー

### イベント
- 『東京レインボープライド』 - ステージパフォーマー出演（2016年、2017年）

### 映画祭
- レインボー・リール東京〜東京国際レズビアン＆ゲイ映画祭〜（2018年）
- 網走映画祭（オホーツク網走フィルムフェスティバル）
- 関西クイア映画祭2019（2019年）
- 大須にじいろ映画祭（2019年）

### WEBメディア
- 『OUT IN JAPAN』PROJECT #004（2015年）
- LGBTインタビューメディアサイト『LGBTER』（2017年）
- ライフスタイルマガジン『new TOKYO』（2020年）
- テレ東プラス 『トランスジェンダーを悩ませるトイレ問題...男性用・女性用どちらを使えばいい？：チェイサーゲーム』（2022年、9月20日公開）
- ORICON NEWS『トランスジェンダー演じる役者は“当事者”であるべき？ カミングアウトした若林佑真が語る“配役”への想い』（2022年、9月22日公開）

### YouTube
- かずえちゃん『「キモい」と言われた！女子校に通っていた元女子の話！』（2018年）
- かずえちゃん『元JKが語る！苦痛だった校則「授業中トイレに行く理由とは？」』（2018年）
- ジーピットチャンネル『【FTMタレント】プロデューサー、舞台役者、としても活躍する若林佑真インタビュー』（2020年）
- ジーピットチャンネル『あなたのコンプレックはなんですか？』（2021年）
- ジーピットチャンネル『「FTMを集めた写真集を買ってみた。［complex］」』（2021年）
- YouTube Originals制作『ウチら無条件セレブ』EP4（2021年）
- Google制作『Finding Pride in Japan』（2022年）
- Google制作『Finding Pride』（2022年）

### 舞台
- 劇団癖者生誕公演『ちゃいろくて、あまいの！～え、あの下城が主催！？～』（2014年）
- 劇団空感エンジン『解体OK』（2014年）
- 演劇ユニットランニング第五回本公演「片恋。」　（2014年）
- 天才劇団バカバッカ『ハッピー・ウエディング！』（2015年）
- ACT GAME第一回戦『バース・デイ』ベストアクト賞1位を獲得（2016年）
- ACT GAME第二回戦『赤と青』（2016年）
- 天才劇団バカバッカ『ホテル・プラチナアイランド』（2016年）
- M &Oplays プロデュース『皆、シンデレラがやりたい。』ホスト役（2017年）
- ACT GAME第四回戦『はてさて』（2018年）
- ACT第二回本公演『米寿の伝言』（2019年）
- リモート演劇『ルーツ』（2020年）

## 書籍
- フォトエッセイ『Complex』（2021年8月）(制作：ナンバーフォー／販売元：よはく舎)

## プロデュース

### 脚本・演出
- 日本最大のLGBTQ＋の祭典東京『東京レインボープライド』- 脚本、演出（2016年、2017年）
- ニジーローモーチャー舞台『イッショウガイ』 - 脚本・企画（2017年）
- 舞台『アイイジョウ』 （2019年）
- Pxxce Maker’旗揚げ公演 舞台『BABY〜産まれた時も、泣いてたクセに〜』- プロデュース（2019年）
- Pxxce Maker’第二回公演 舞台『ビジネス』- プロデュース（2019年）

### 監修
- 映画『フタリノセカイ』（2022年、飯塚花笑監督）- トランスジェンダー監修
- ドラマ『チェイサーゲーム』（2022年、テレビ東京） 第3話 - 脚本監修
- 映画『52ヘルツのクジラたち』（2024年、成島出監督）- トランスジェンダー監修[1]
- ラジオドラマ「FMシアター『彼女たちの夜明け』」（2025年7月26日、NHK-FM、脚本：山田由梨） - 中村香住と共にジェンダー・セクシュアリティ考証[2][3]

## 講演会
- 株式会社丸井
- 株式会社アダストリア
- 株式会社ストライプインターナショナル
- 普連土学園中学校・高等学校
- 梅花中学校
- 梅花高等学校
- 香里ヌヴェール学院
- 清教学園中学校

## 受賞
- リユースカンファレンス2022 - 『ジェンダー平等を実現しよう』受賞[4]